# Robert Rosengren
Robert Patrik Rosengren (ur. 17 października 1986) – szwedzki zapaśnik walczący w stylu klasycznym. Olimpijczyk z Londyn 2012, gdzie zajął dziewiąte miejsce w kategorii 74 kg.
Piąty na mistrzostwach świata w 2011. Piąty na mistrzostwach Europy w 2014. Mistrz nordycki w 2009. Szósty w Pucharze Świata w 2015 roku.
Sześciokrotny mistrz Szwecji w latach: 2007, 2010, 2011, 2014 – 2016.